# Weißenborn-Lüderode
Weißenborn-Lüderode là một đô thị thuộc huyện Eichsfeld nước Đức. Đô thị này có diện tích 26,2 km², dân số thời điểm 31 tháng 12 năm 2006 là 1470 người.